# Борзаковський Юрій Михайлович
Юрій Михайлович Борзаковський  (рос. Юрий Михайлович Борзаковский, 12 квітня 1981) — російський легкоатлет, олімпійський чемпіон.

## Виступи на Олімпіадах
| Олімпіада   | Дисципліна        | Місце     |
| ----------- | ----------------- | --------- |
| Сідней 2000 | біг на 800 метрів | 6         |
| Афіни 2004  | біг на 800 метрів | 1         |
| Пекін 2008  | біг на 800 метрів | 3 h1 r2/3 |